# Lady Bug
Lady Bug is een videospel dat in 1981 werd uitgebracht als arcadespel. Een jaar later kwam het beschikbaar voor verschillende homecomputers. Het spel lijkt op Pac-Man. De speler speelt een lieveheersbeestje. In plaats van stipjes moeten er kruisjes worden opgegeten. Verder kent het spel klaphekjes die draaien naargelang hoe de speler loopt. Als de speler het veld heeft leeg gegeten stijgt deze een level en begint het spel opnieuw, maar dan sneller.
| Jaar | Platform                                         |
| ---- | ------------------------------------------------ |
| 1981 | Arcade                                           |
| 1982 | ColecoVision, Sharp MZ-80K, Tandy Color Computer |
| 1983 | Intellivision                                    |
| 2006 | Atari 2600                                       |
| 2009 | Game Boy Advance                                 |
| 2013 | CBM                                              |

## Ontvangst
| Beoordeeld door                     | Platform      | Datum | Score |
| ----------------------------------- | ------------- | ----- | ----- |
| TeleMatch                           | ColecoVision  | 1983  | 100%  |
| The Video Game Critic               | Atari 2600    | 2007  | 91%   |
| All Game Guide                      | ColecoVision  | 1998  | 90%   |
| ReVival                             | Atari 2600    | 2009  | 90%   |
| The Atari Times                     | Atari 2600    | 2008  | 90%   |
| Digital Press - Classic Video Games | ColecoVision  | 2003  | 80%   |
| The Video Game Critic               | ColecoVision  | 2002  | 67%   |
| All Game Guide                      | Intellivision | 1998  | 60%   |
| TeleMatch                           | Intellivision | 1984  | 60%   |
| Digital Press - Classic Video Games | Atari 2600    | 2003  | 30%   |